# Duroliponte
Duroliponte o Durolipons era un pequeño pueblo en la provincia romana de Britania que se corresponde con la actual ciudad de Cambridge.

## Historia
La localidad era un fuerte (en latín: castrum) ubicado en Castle Hill, justo al noroeste del centro de la ciudad, y se encontraba delimitado al norte y el oeste por el actual Mount Pleasant, cruzando la actual Huntingdon Road hacia Clare Street; al este delimitaba con la actual Magrath Avenue, y al sur cerca de Chesterton Lane y Kettle's Yard antes de girar al noroeste en Honey Hill.
Originariamente fue un castro de la Edad del Hierro en el que los romanos posiblemente construyeron un pequeño puesto militar alrededor del año 70 d. C. El asentamiento pudo haber adquirido un carácter civil unos cincuenta años después. La mayoría de los edificios descubiertos hasta ahora sonn de madera. Tenían techos de tejas y de paja y algunos tenían paredes interiores de yeso pintado. Solo se ha encontrado un edificio de piedra. La ciudad entró en declive durante el siglo III, pero cien años más tarde se amuralló y se amplió. Había cuatro puertas y un cementerio al sur. Parece que siguió habitada hasta la retirada romana de Gran Bretaña alrededor del año 410, pero ha sido identificada como la Cair Grauth de la Historia Brittonum, es decir, una de las 28 ciudades de la Gran Bretaña posromana, y los invasores sajones empezaron a ocupar la zona a finales de siglo.
Las vías de comunicación del asentamiento eran el río Cam (entonces conocido como Granta) y dos vías romanas: Akeman Street iba de Ermine Street al noreste a través de Cambridge hasta The Fens y Via Devana iba hacia el noroeste a través de la ciudad camino de Godmanchester.